# انریکو گید
انریکو گید (انگلیسی: Enrico Gaede؛ زادهٔ ۳۱ ژانویهٔ ۱۹۸۲) بازیکن فوتبال اهل آلمان است.
از باشگاه‌هایی که در آن بازی کرده‌است می‌توان به اشپورت فقاند زیگن، باشگاه فوتبال هانزا روستوک، باشگاه فوتبال روت‌وایس اسن، و باشگاه فوتبال بروسیا مونشن‌گلادباخ اشاره کرد.